# Serguéi Popov
Sergei Popov (Unión Soviética, 21 de septiembre de 1930-25 de junio de 1995) fue un atleta soviético especializado en la prueba de maratón, en la que consiguió ser campeón europeo en 1958.

## Carrera deportiva
En el Campeonato Europeo de Atletismo de 1958 ganó la medalla de oro en la carrera de maratón, recorriendo los 42,195 km en un tiempo de 2:15:17 segundos que fue récord de los campeonatos, por delante de su compatriota soviético Ivan Filin (plata con 2:20:50 segundos) y el británico Fred Norris (bronce).